# Kakamega (hrabstwo)
Kakamega – hrabstwo w Kenii, na obszarze dawnej Prowincji Zachodniej. Jego stolicą i największym miastem jest Kakamega. Większym miastem jest także Mumias. Liczy 1 867 579 mieszkańców i jest jednym z najbardziej zaludnionych hrabstw Kenii. Miejscowi ludzie w większości pochodzą z grupy etnicznej Luhja.
Kakamega graniczy z hrabstwami: Vihiga na południu, Siaya na zachodzie, Bungoma i Trans Nzoia od północy, oraz z Nandi i Uasin Gishu na wschodzie.
Hrabstwo słynie z Lasu Kakamega.

## Rolnictwo
Główne uprawy w Kakamega to: trzcina cukrowa, kukurydza, fasola, maniok, kasza jaglana, słodkie ziemniaki, banany, pomidory, herbata i sorgo. Kukurydza, herbata i trzcina cukrowa są głównymi uprawami gotówkowymi. 53,2% populacji hoduje bydło, na kolejnych miejscach znajdują się owce (22,2%), kozy (11,2%) i świnie (1,7%). 92% gospodarstw domowych trzyma także kurczaki. Rozwija się też rybołówstwo.

## Religia
Struktura religijna w 2019 roku wg Spisu Powszechnego:
- protestantyzm – 62,6%
- katolicyzm – 16,5%
- niezależne kościoły afrykańskie – 11,7%
- islam – 4,7%
- pozostali chrześcijanie – 2,9%
- pozostali – 1,6%.

## Podział administracyjny
Hrabstwo Kakamega składa się z dwunastu okręgów:
- Lugari,
- Likuyani,
- Malava,
- Lurambi,
- Makholo,
- Mumias,
- Mumias East,
- Matungu,
- Butere,
- Khwisero,
- Shinyalu,
- Ikolomani.